# Dahmetal
Dahmetal est une commune allemande de l'arrondissement de Teltow-Fläming, Land de Brandebourg.

## Géographie
Dahmetal se situe dans le Bas Flamain, dans la vallée de la Dahme.
La commune comprend trois quartiers : Görsdorf, Prensdorf et Wildau-Wentdorf.
|            | Steinreich | Drahnsdorf |
|            | Dahmetal   | Luckau     |
| Dahme/Mark |            | Heideblick |

## Histoire
La commune est née de la fusion volontaire des communes de Görsdorf, Prensdorf et Wildau-Wentdorf. Wildau et Wentdorf avaient fusionné en octobre 1962.

## Jumelage
- Kamieniec (Pologne)

## Personnalités liées à la commune
- Gustav Lehmann (1855-1926), homme politique
- Carola Hartfelder (née en 1951), femme politique

## Source, notes et références
- (de) Cet article est partiellement ou en totalité issu de l’article de Wikipédia en allemand intitulé « Dahmetal » (voir la liste des auteurs).